# Liceo Ernesto Pinto Lagarrigue
El Liceo Industrial Ernesto Pinto Lagarrigue es una escuela de Educación Secundaria ubicada en Rancagua. Es uno de los dos liceos industriales de la ciudad. Su actual nombre proviene de Ernesto Pinto Lagarrigue quien fue Ministerio de Obras Públicas  entre 1960 a 1964. Es actualmente administrada por la Sociedad de Fomento Fabril, anteriormente fue administrada por la Cámara Chilena de la Construcción

## Especialidades
El Liceo Ernesto Pinto Lagarrigue, además de una enseñanza tradicional cuenta con la Modalidad Dual. Las especialidades de Construcciones Metálicas,Refrigeración y Climatización y Electricidad poseen este tipo de aprendizaje como opción además de la Tradicional
- Terminaciones de Construcción
- Construcciones Metálicas
- Electricidad
- Explotación minera
- Dibujo técnico
- Refrigeración y Climatización